# Hr.Ms. Urania (1928)
De Hr.Ms. Urania was een opleidingszeilschip van het Nederlandse Koninklijk Instituut voor de Marine (KIM). Het schip werd door adelborsten gebruikt voor het verwerven van een groot deel van hun nautische kennis. De Urania was een van twee schepen die hiervoor worden gebruikt. Het andere schip is Van Kinsbergen.

## Geschiedenis
Sinds 1830 beschikt de Koninklijke Marine over een opleidingszeilschip met de naam Urania. In de Griekse mythologie is Urania de godin van de astronomie. Het wapenschild toont dit door een opengewerkte hemelsfeer omgeven door de tekens van de dierenriem. De slagzin "Caveo non Timeo" betekent "Waakzaam doch niet Bevreesd".
De hier beschreven Urania werd in 1928 door de Haarlemsche Scheepsbouw Maatschappij gebouwd als een privé-jacht Tromp. Het was een schoener met oorspronkelijk een "wishbone" tuigage wat na een jaar gewijzigd werd in een gaffel-schoenertuig met breefok.
Begin 1938 werd de Urania gekocht door de Nederlandse marine en op 23 april van dat jaar als Hr.Ms. Urania in actieve dienst gesteld.
In mei 1940 werd het schip door de Duitsers in beslag genomen en door de Duitse marine ingezet voor de opleiding van Duitse aspirant officieren bij de Marine Schule Flensburg / Murwick. In 1946 werd het schip teruggevonden en teruggebracht naar Nederland. Sindsdien heeft het schip gevaren voor adelborsten bij het KIM, en incidenteel ook voor andere opleidingen bij de Nederlandse marine.
In 1957 werd de huidige Bermuda kits tuigage ingevoerd, wat wil zeggen dat de voormast langer is dan de achtermast, de roerkoning zich achter de bezaansmast bevindt en het oppervlak van de Bezaan minimaal 60% bedraagt van die van het grootzeil. 
In 2001 is er tijdens slecht weer een gat geslagen in de romp en werd besloten tot ingrijpende renovatie. Al snel bleek dat dit niet haalbaar was, en werd er een nieuwe romp gebouwd, gebaseerd op dit schip.